# Sant Antoni de Cal Gramunt
Sant Antoni de Cal Gramunt és una petita capella del municipi de Montferrer i Castellbò (Alt Urgell).

## Descripció
És una petita capella entre mitgeres amb la façana del mur arrebossada i els interiors emblanquinats. L'edifici es cobreix amb una teulada de pissarra a doble vessant perpendicular a la façana. L'aparell constructiu és pedra de la zona sense desbastar.
L'interior és un espai rectangular amb dues finestres darrere l'altar.